# Liste der Baudenkmäler in Waldstetten (Günz)
Auf dieser Seite sind die Baudenkmäler in dem schwäbischen Markt Waldstetten zusammengestellt. Diese Tabelle ist eine Teilliste der Liste der Baudenkmäler in Bayern. Grundlage ist die Bayerische Denkmalliste, die auf Basis des Bayerischen Denkmalschutzgesetzes vom 1. Oktober 1973 erstmals erstellt wurde und seither durch das Bayerische Landesamt für Denkmalpflege geführt wird. Die folgenden Angaben ersetzen nicht die rechtsverbindliche Auskunft der Denkmalschutzbehörde.

## Baudenkmäler nach Ortsteilen

### Waldstetten
| Lage                             | Objekt                                                     | Beschreibung | Akten-Nr.     | Bild                                |
| -------------------------------- | ---------------------------------------------------------- | --- | ------------- | ----------------------------------- |
| Hauptstraße 10 (Standort)        | Bauernhaus                                                 | Zweigeschossiger giebelständiger Satteldachbau mit Trauf- und Giebelgesims, Anfang 19. Jahrhundert | D-7-74-191-1  | Bauernhaus                          |
| Hauptstraße 21 (Standort)        | Bauernhaus                                                 | Zweigeschossiger giebelständiger Satteldachbau mit Giebelgesimsen, wohl Anfang 19. Jahrhundert | D-7-74-191-2  | Bauernhaus                          |
| Hauptstraße 32 (Standort)        | Ehemaliges Schloss der Herren von Rechberg                 | Stattlicher zweigeschossiger, giebelständiger Satteldachbau mit geländebedingt teilweise hohem Sockel und polygonalem Eckerker, im Kern 1587 (dendrologisch datiert), Dachtragwerk 1675 (dendro.dat.) im 19. und 20. Jahrhundert verändert                                            | D-7-74-191-4  | weitere Bilder                      |
| Hauptstraße 34 (Standort)        | Nebengebäude zum ehemaligen Schloss                        | Sogenanntes Forsthaus, zweigeschossiger Massivbau mit hohem Walmdach, 1812 | D-7-74-191-5  | Nebengebäude zum ehemaligen Schloss |
| Hauptstraße 48 (Standort)        | Steinsäule mit Kapitell (Objekt ist nicht mehr vorhanden!) | Wohl mittelalterlich; angeblich 1858 aus Obenhausen (Landkreis Neu-Ulm) transferiert | D-7-74-191-8  | BW                                  |
| Kirchplatz 6 (Standort)          | Pfarrhaus                                                  | Zweigeschossiger traufständiger Mansarddachbau, 1725, erweitert 1766 | D-7-74-191-9  | Pfarrhaus                           |
| Kirchplatz 8 (Standort)          | Katholische Pfarrkirche St. Martin                         | Neuromanischer Saalbau mit eingezogenem, dreiseitig schließendem Chor und südlich angestelltem schlankem Turm mit oktogonalen Obergeschossen und Spitzhelm, von Georg von Stengel, 1852/53, Turm von Joseph Wiest, 1869; mit Ausstattung                                              | D-7-74-191-10 | weitere Bilder                      |
| Molkereistraße 5 (Standort)      | Wohnhaus                                                   | Zweigeschossiger Walmdachbau in modern-barockisierenden Formen, 1925 | D-7-74-191-11 | Wohnhaus                            |
| Molkereistraße 12 (Standort)     | Bauernhaus                                                 | Ebenerdiger Satteldachbau in Ecklage mit reich gegliederten Fassaden, hohem Zwerchhausrisalit und polygonalem Eckturm mit Zeltdach, bez. 1916 | D-7-74-191-12 | Bauernhaus                          |
| Mühle 1 (Standort)               | Wohn- und Mühlengebäude                                    | Stattlicher, zweigeschossiger Schweifgiebelbau mit Gesimsgliederung, 1. Hälfte 18. Jahrhundert; Wirtschaftsgebäude, ein- und zweigeschossige Satteldachbauten, 18. Jahrhundert; Zugehörige Mühlenkapelle,kleiner Rechteckbau mit Halbrundapsis und Blendgiebel, Mitte 18. Jahrhundert | D-7-74-191-22 | Wohn- und Mühlengebäude             |
| Oxenbronner Straße 13 (Standort) | Katholische Kapelle St. Leonhard                           | Rechteckbau mit eingezuogenem Dreiseitschluss, 1705 bis 1711 auf älterer Grundlage; mit Ausstattung | D-7-74-191-13 | weitere Bilder                      |
| Raiffeisenstraße 4 (Standort)    | Gasthof und Brauerei zum Engel                             | Zweigeschossiger, giebelständiger Hauptbau mit Satteldach und offenem Giebelfachwerk sowie traufständiger zweigeschossiger Anbau mit Walmdach, 2. Hälfte 18. Jahrhundert | D-7-74-191-15 | Gasthof und Brauerei zum Engel      |
| Rathausplatz 1 (Standort)        | Ehemaliges Amtshaus des Deutschen Ordens, jetzt Rathaus    | Über teils offenem Hochkeller zweigeschossiger Walmdachbau mit sechseckigem Dachreiter, Obergeschoss in Fachwerkständerbauweise, von Franz Ignaz Anton Bagnato, 1769/71 | D-7-74-191-14 | weitere Bilder                      |
| St.-Jakob-Straße 1 (Standort)    | Kapelle St. Jakob                                          | Satteldachbau mit eingezogenem Dreiseitchor und westlichem Giebelturm mit Achteckaufsatz und Zwiebelhaube, von Andreas Abenstein, 1832; mit Ausstattung | D-7-74-191-16 | weitere Bilder                      |
| Schulstraße 9 a (Standort)       | Maria-Hilf-Kapelle                                         | Kleiner Satteldachbau mit geschwungenem Giebel, 18. Jahrhundert; mit Ausstattung des 19. Jahrhunderts | D-7-74-191-21 | weitere Bilder                      |

### Heubelsburg
| Lage                     | Objekt  | Beschreibung | Akten-Nr.     | Bild           |
| ------------------------ | ------- | --- | ------------- | -------------- |
| Heubelsburg 1 (Standort) | Kapelle | Kleiner Rechteckbau mit Halbrundapsis, geschweiftem Blendgiebel und Giebelturm mit Achteckaufsatz und Zwiebelhaube, 1751/52; mit Ausstattung | D-7-74-191-18 | weitere Bilder |

### Wiblishauserhof (Belzingerhof)
| Lage                         | Objekt      | Beschreibung | Akten-Nr.     | Bild |
| ---------------------------- | ----------- | --- | ------------- | ---- |
| Wiblishauserhof 1 (Standort) | Gutshaus    | Stattlicher zweigeschossiger Satteldachbau mit Trauf- und Giebelprofilen, 1. Viertel 18. Jahrhundert                     | D-7-74-191-19 | BW   |
| Wiblishauserhof 1 (Standort) | Gutskapelle | Kleiner Rechteckbau mit Halbrundapsis und kräftig profiliertem Schweifgiebel, 1. Hälfte 18. Jahrhundert; mit Ausstattung | D-7-74-191-20 | BW   |

## Ehemalige Baudenkmäler
In diesem Abschnitt sind Objekte aufgeführt, die früher einmal in der Denkmalliste eingetragen waren, jetzt aber nicht mehr. Objekte, die in anderem Zusammenhang also z. B. als Teil eines Baudenkmals weiter eingetragen sind, sollen hier nicht aufgeführt werden. Aktennummern in diesem Abschnitt sind ehemalige, jetzt nicht mehr gültige Aktennummern.

| Lage                                                                           | Objekt              | Beschreibung | Akten-Nr.    | Bild                |
| ------------------------------------------------------------------------------ | ------------------- | --- | ------------ | ------------------- |
| Waldstetten Hauptstraße 27 (Standort)                                          | Gasthaus zum Ochsen | Stattlicher, über hohem Sockel zweigeschossiger Satteldachbau mit Giebelgesimsen und Aufzugsöffnungen, im Kern 1. Hälfte 18. Jahrhundert | D-7-74-191-3 | Gasthaus zum Ochsen |
| Wiblishauserhof (Belzingerhof) an der Straße von Oxenbronn nach Waldstetten () | Steinkreuz          | spätmittelalterlich |              |                     |

## Abgegangene Baudenkmäler
In diesem Abschnitt sind Objekte aufgeführt, die früher einmal in der Denkmalliste eingetragen waren, jetzt aber nicht mehr existieren, z. B. weil sie abgebrochen wurden. Aktennummern in diesem Abschnitt sind ehemalige, jetzt nicht mehr gültige Aktennummern.

| Lage                                  | Objekt         | Beschreibung                                         | Akten-Nr.    | Bild |
| ------------------------------------- | -------------- | ---------------------------------------------------- | ------------ | ---- |
| Waldstetten Am Brühl (Standort)       | Fachwerkstadel | Ständerbau mit Lehmausfachung, Mitte 19. Jahrhundert | D-7-74-191-6 | BW   |
| Waldstetten Hauptstraße 38 (Standort) | Fachwerkstadel | Mit gezäunten Wänden, wohl 17./18. Jahrhundert       | D-7-74-191-7 | BW   |